# LuK Challenge
Le LuK Challenge est une course cycliste sur route, disputée à Bühl (Bade-Wurtemberg), en Allemagne, de 1993 à 2006. Elle était courue en contre-la-montre, seul ou en couple selon les éditions. Elle s'est appelée Telekom Grand Prix de 1993 à 1995, LuK-Cup de 1993 à 2003, et LuK Challenge de 2004 à 2006. Elle a porté le nom de son principal sponsor, LuK. Celui-ci a cessé de financé la course à la fin de l'année 2006, à la suite de plusieurs affaires de dopage dans le cyclisme.

## Palmarès

### LuK Challenge
| Année              | Vainqueur                       | Deuxième                        | Troisième                     |
| Telekom Grand Prix |                                 |                                 |                               |
| 1993               | Gianni Bugno Maurizio Fondriest |                                 |                               |
| 1994               | Tony Rominger Jens Lehmann      |                                 |                               |
| 1995               | Tony Rominger Andrea Chiurato   |                                 |                               |
| LuK-Cup            |                                 |                                 |                               |
| 1996               | Robbie McEwen                   |                                 |                               |
| 1997               | Jan Ullrich                     |                                 |                               |
| 1998               | Piotr Ugrumov                   | Daniel Atienza                  | Jens Heppner                  |
| 1999               | Pavel Tonkov                    | Dario Frigo                     | Koos Moerenhout               |
| 2000               | Gianni Faresin                  | Jan Ullrich                     | Paolo Lanfranchi              |
| 2001               | Geert Verheyen                  | Davide Rebellin                 | Oscar Camenzind               |
| 2002               | Davide Rebellin                 | Dario Frigo                     | Matthias Kessler              |
| 2003               | Matthias Kessler                | Davide Rebellin                 | Félix García Casas            |
| LuK Challenge      |                                 |                                 |                               |
| 2004               | Bobby Julich Jens Voigt         | Uwe Peschel Michael Rich        | Markus Fothen Sebastian Lang  |
| 2005               | Bobby Julich Jens Voigt         | Markus Fothen Sebastian Lang    | Uwe Peschel Michael Rich      |
| 2006               | Markus Fothen Sebastian Lang    | Fabian Cancellara Fränk Schleck | Niels Scheuneman Marc Wauters |

### Femmes
| Année | Vainqueur                            | Deuxième                          | Troisième                          |
| 2004  | Mirjam Melchers Leontien van Moorsel | Judith Arndt Petra Rossner        | Zulfiya Zabirova Christiane Soeder |
| 2005  | Judith Arndt Trixi Worrack           | Mirjam Melchers Susanne Ljungskog | Sarah Ulmer Melissa Holt           |